# Ridderorden in Namibië
Toen Namibië in 1990 onafhankelijk werd besloot de regering om het Europese model van decoraties over te nemen. Men stichtte vier ridderorden.
- De Orde van Welwitchia Mirabilis ("The Order of the Most Ancient Welwitchia Mirabilis")
- De Orde van de Zon
- De Orde van de Adelaar
- De Orde van Namibië
- De Orde van Verdienste ("Order of Mukorub")